# Tabidia fuscifusalis
Tabidia fuscifusalis là một loài bướm đêm trong họ Crambidae.